# Hans von Gronau
Johann Karl Hermann Gronau, desde 1913 von Gronau, comúnmente conocido como Hans von Gronau (6 de diciembre de 1850, Alt Schadow - 22 de febrero de 1940, Potsdam) fue un oficial prusiano, y General durante la I Guerra Mundial.

## I Guerra Mundial
Al estallar la Primera Guerra Mundial, Gronau fue rellamado de su retiro para hacerse con el mando del recién formado IV Cuerpo de Reserva como parte del 1.º Ejército, que se situaba en el ala derecha de las fuerzas que invadieron Francia y Bélgica como parte de la ofensiva del Plan Schlieffen en agosto de 1914. Jugó una parte significativa en la Primera batalla del Marne.
En septiembre de 1915, Gronau fue seleccionado para comandar el XXXXI Cuerpo de Reserva (intercambiando puestos con el Generalleutnant Arnold von Winckler). El Cuerpo fue elevado a Armee-Gruppe Gronau el 20 de septiembre de 1915. Gronau permaneció concurridamente al mando del Cuerpo y del Armee-Gruppe. Sirvió con el Ejército del Bug a lo largo de su existencia. El 18 de septiembre de 1916 fue elevado al estatus de Armee-Abteilung (Destacamento de Ejército). Permaneció en el frente oriental hasta su disolución el 27 de marzo de 1918.
El 4 de octubre de 1916 le fue concedida la Pour le Mérite por su valentía militar. Recibió las Hojas de roble (significando un segundo reconocimiento) el 6 de agosto de 1918.

## Familia
El 23 de febrero de 1890 Gronau contrajo matrimonio con Luise Gerischer (20 de julio de 1867 - 25 de junio de 1926). El matrimonio produjo tres hijos. Su hijo mayor fue el pionero de la aviación Wolfgang von Gronau quien cruzó el océano Atlántico de este a oeste volando en un Dornier Wal D-1422 aterrizando en el río Hudson el 26 de agosto de 1930.

## Condecoraciones
- Cruz de Hierro (1870) II clase
- Cruz de Hierro (1914) I clase
- Pour le Mérite (4 de octubre de 1916) con Hojas de Roble (6 de agosto de 1918)
- Orden del Águila Roja I clase con Hojas de Roble
- Orden de la Corona I clase